# زور الحیصه الشرقیه
زور الحیصه الشرقیه (به عربی: زور الحیصة الشرقیة) یک روستا در سوریه است که در ناحیه صوران واقع شده‌است. زور الحیصه الشرقیه ۷۶۸ نفر جمعیت دارد.